# روبرت غاريسون (نحات)
روبرت غاريسون (بالإنجليزية: Robert Garrison)‏ هو نحات أمريكي، ولد في 30 مايو 1895 في فورت دودج في الولايات المتحدة، وتوفي في 1943.